# 페닐프로파노이드

4-쿠마로일-CoA는 페닐프로파노이드의 핵심적인 생합성 전구체이다.(양성자화된 상태로 표시함)

페닐알라닌

티로신

페닐프로파노이드(영어: phenylpropanoid)는 식물에 의해 아미노산인 페닐알라닌과 티로신으로부터 합성되는 다양한 유기 화합물들의 부류이다. 이들의 명칭은 페닐프로파노이드 생합성의 중심적인 중간생성물인 쿠마르산의 6개의 탄소로 구성된 방향족 페닐기와 3개의 탄소로 구성된 프로펜 꼬리로부터 유래하였다. 4-쿠마로일-CoA는 리그놀(리그닌 및 리그노셀룰로스의 전구체), 플라보노이드, 아이소플라보노이드, 쿠마린, 오론, 스틸벤, 카테킨 및 페닐프로파노이드를 포함한 수많은 천연물의 생합성에 관여한다. 쿠마로일 성분은 신남산으로부터 생성된다.
페닐프로파노이드는 식물계 전체에서 발견되며 많은 구조적 중합체의 필수적인 구성 요소로 작용하고 자외선으로부터 보호하며 초식동물과 병원체에 대해 방어하고 꽃의 색소 및 향기 화합물로 식물-수분 매개체 상호작용을 매개한다.

## 하이드록시신남산

신남산

페닐알라닌은 먼저 페닐알라닌 암모니아 분해효소의 작용에 의해 신남산으로 전환된다. 주로 외떡잎식물에서 일부 식물은 이기능성 효소인 페닐알라닌/티로신 암모니아 분해효소의 작용에 의해 p-쿠마르산을 합성하기 위해 티로신을 사용한다. 일련의 효소적 하이드록실화 및 메틸화는 쿠마르산, 카페산, 페룰산, 5-하이드록시페룰산 및 시나프산을 생성한다. 이러한 산이 상응하는 에스터로 전환되면 허브 및 꽃향기의 휘발성 성분 중 일부가 생성되며, 이는 꽃가루 매개자를 유인하는 등의 많은 기능을 한다. 신남산 에틸이 일반적인 예이다.

## 신남산 알데하이드 및 모노리그놀

코니페릴 알코올

신남산에서 카복실산 작용기의 환원은 신남알데하이드와 같은 상응하는 알데하이드를 제공한다. 추가적인 환원은 메톡실화 정도만 변경되는 쿠마릴 알코올, 코니페릴 알코올 및 시나필 알코올을 포함한 모노리그놀을 제공한다. 모노리그놀은 식물 세포벽의 구성 성분으로 사용되는 다양한 형태의 리그닌과 수베린을 생성하기 위해 중합되는 단량체이다.

사프롤

유제놀, 차비콜, 사프롤 및 에스트라골을 포함한 페닐프로펜도 모노리그놀로부터 유도된다. 이들 화합물은 다양한 방향유들의 주성분이다.

## 쿠마린과 플라보노이드

움벨리페론

트랜스-신남산 4-일산소화효소에 의한 신남산의 4번 위치에서의 하이드록실화는 p-쿠마르산을 생성하며, 이는 움벨리페론과 같은 하이드록실화된 유도체로 추가적으로 변형될 수 있다. 쿠마르산의 조효소 A와의 싸이오에스터인 4-쿠마로일-CoA를 통한 p-쿠마르산의 또 다른 용도는 칼콘의 생산이다. 이것은 3개의 말로닐-CoA 분자를 추가하고 두 번째 페닐기로의 고리화로 달성된다. 칼콘은 다양한 종류의 피토케미컬인 모든 플라보노이드의 전구체이다.

## 스틸베노이드

트랜스-레스베라트롤

레스베라트롤과 같은 스틸베노이드는 스틸벤의 하이드록실화 유도체이다. 이들은 신나모일-CoA 또는 4-쿠마로일-CoA의 대체 고리화를 통해 형성된다.

## 스포로폴레닌
페닐프로파노이드 및 기타 페놀류는 스포로폴레닌의 화학적 구성 요소이다. 이것은 큐틴 및 수베린과 관련이 있다. 꽃가루에서 발견되는 이 불분명한 물질은 분해에 대해 상당한 저항성이 있다. 분석 결과 주로 하이드록실화된 지방산, 페닐프로파노이드, 페놀 및 미량의 카로티노이드를 함유하고 있는 생체고분자의 혼합물로 밝혀졌다. 실험에 따르면 페닐알라닌은 주요한 전구체이지만 다른 탄소원으로도 기여하는 것으로 밝혀졌다. 스포로폴레닌은 화학적으로 가교 결합되어 단단한 구조를 형성하는 여러 전구체들로부터 유래한 것으로 보인다.

## 같이 보기
- 아피올
- 아사론
- 차비콜
- 딜아피올
- 엘레미신
- 에스트라골
- 유제놀
- 메틸 유제놀
- 미리스티신
- 엘레우테로사이드